# Atenas
Atenas – miasto w Kostaryce, w prowincji Alajuela.